# Georóżnorodność
Georóżnorodność (ang. geodiversity) – różnorodność przyrody nieożywionej oraz procesy zachodzące na powierzchni Ziemi, w morzach i oceanach. 
Termin „georóżnorodność” nie posiada jednej powszechnie akceptowanej definicji. Niektóre ze stosowanych definicji to: 
- przyrodnicze zróżnicowanie elementów geologicznych (minerały, skały, skamieniałości), geomorfologicznych (formy rzeźby terenu, procesy) i glebowych, wraz z ich zespołami, powiązaniami, właściwościami, interpretacją i systemami[1];
- „naturalne zróżnicowanie powierzchni Ziemi, obejmujące aspekty geologiczne, geomorfologiczne, glebowe, wody powierzchniowe oraz systemy ukształtowane w wyniku naturalnych procesów (endo- i egzogenicznych) oraz działalności człowieka”[2].

Od wielu lat prowadzone są działania mające na celu zachowanie georóżnorodności Ziemi (geoochrona).